# Mässa
Koordinaten: 58° 0′ N, 22° 10′ O

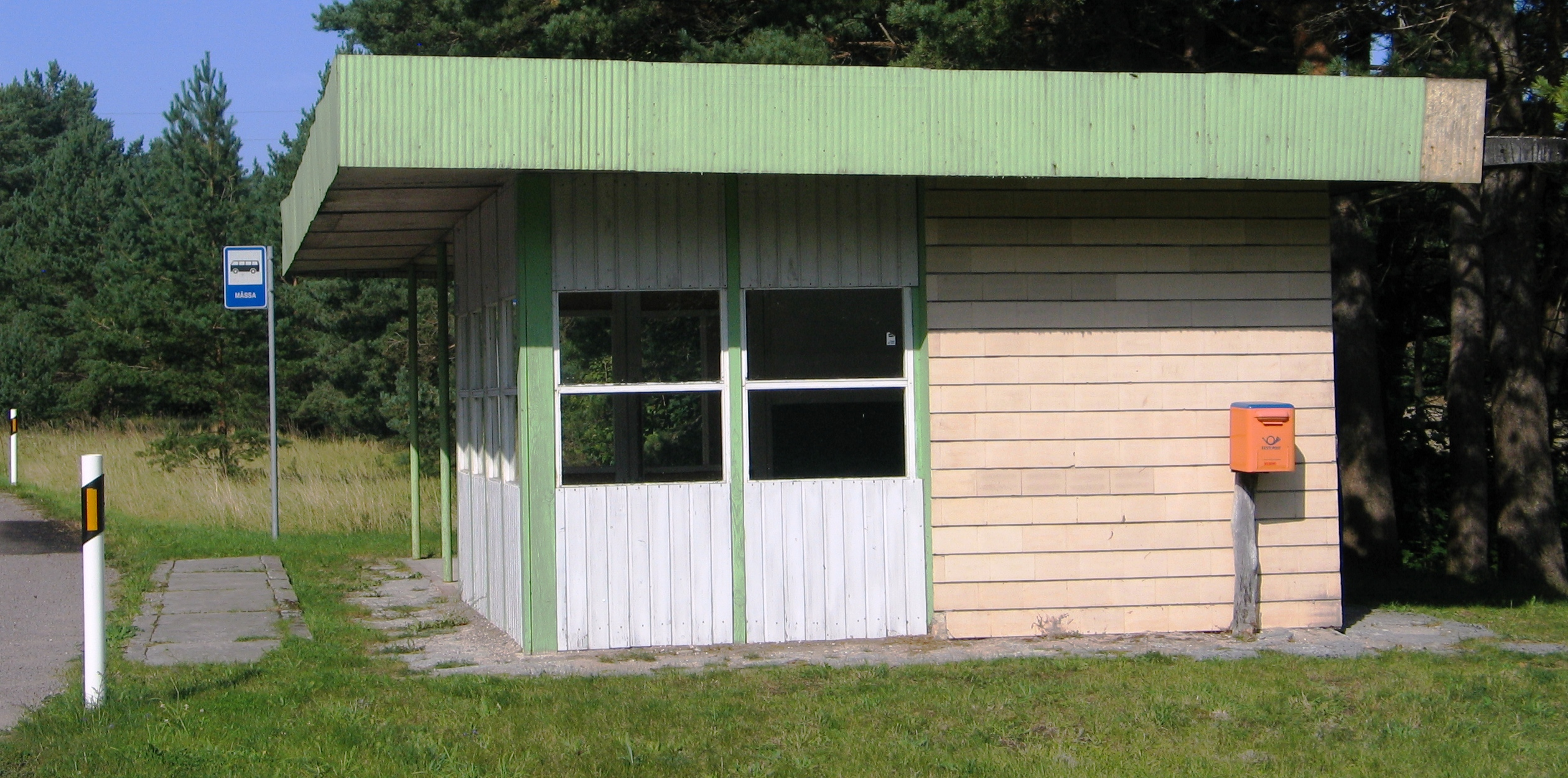
Bushaltestelle in Mässa

Mässa ist ein Dorf (estnisch küla) auf der größten estnischen Insel Saaremaa. Es gehört zur Landgemeinde Saaremaa (bis 2017: Landgemeinde Torgu) im Kreis Saare.
Der Ort hat elf Einwohner (Stand 31. Dezember 2011).

## Naturschutzgebiet
Nördlich von Mässa befindet sich das 378 Hektar große Naturschutzgebiet von Viieristi (Viieristi looduskaitseala). Darin liegt der See Koltse (Koltse järv). Flora und Fauna (insbesondere die Nistplätze verschiedener Vogelarten) stehen seit 1965 unter staatlichem Schutz.